# Rezerwat przyrody Dęby Boruszowskie
Rezerwat przyrody Dęby Boruszowskie (znany również pod nieoficjalnymi nazwami Dęby Boruszowickie , Dęby Boruszowieckie) – dawny, istniejący w latach 1953–1992, częściowy leśny rezerwat przyrody położony w dolinie Wody Granicznej w północnej części miasta Tarnowskie Góry.

## Historia

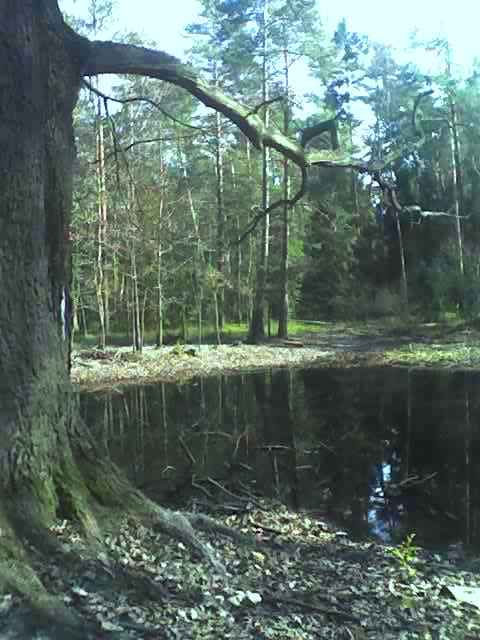
Niewielki staw na skraju dawnego rezerwatu (2007)

Część obszernego kompleksu lasów tarnogórsko-lublinieckich położona nieopodal wsi Boruszowice i Pniowiec aż do 1945 pozostawała własnością rodu Henckel von Donnersmarck. Obejmowała ona starodrzew dębowy utworzony przez okazy dębów szypułkowych o wysokości nawet 27 m i wieku od 150 do ponad 300 lat. Ten zachowany fragment szaty roślinnej typowej dla skraju Garbu Tarnogórskiego i Równiny Opolskiej objęty był ochroną najprawdopodobniej już w okresie, gdy należał do Donnersmarcków, o czym świadczyć może numeracja dziewięćdziesięciu pięciu najgrubszych dębów (częściowo zachowana do dziś).
W 1953 roku utworzono w tym miejscu niewielki leśny rezerwat przyrody „Dęby Boruszowskie” o powierzchni 2,32 ha, który oprócz starego drzewostanu dębowego (z domieszką sosny i świerka) obejmował również fragmenty znajdujących się w dolinie Wody Granicznej monokultur sosnowych i świerkowych oraz olsu.
W drugiej połowie XX wieku następowało stopniowe niszczenie rezerwatu, głównie przez napływ zanieczyszczeń z nieodległej Huty Cynku „Miasteczko Śląskie”. Przyspieszyło to naturalny proces obumierania starodrzewu dębowego, czego skutkiem była likwidacja rezerwatu w 1992 roku, pomimo zachowania innych walorów przyrodniczych.
W 1995 roku wysunięto pomysł utworzenia Boruszowickiego Zespołu Przyrodniczo-Krajobrazowego, obejmującego cenne pod względem florystycznym i faunistycznym pozostałości dawnego rezerwatu, natomiast w 2012 roku zaproponowano utworzenie w tym miejscu obszaru chronionego krajobrazu.

## Charakterystyka
Teren dawnego rezerwatu Dęby Boruszowskie jest w przeważającej mierze płaski, z niewielkimi obniżeniami w kierunku północno-zachodnim. Na powierzchnię zalesioną przypadało 2,19 ha jego obszaru, natomiast rowy odwadniające oraz koryto Granicznej Wody obejmowały pozostałą część o powierzchni 0,13 ha.

### Flora
Teren zalesiony tworzy drzewostan dębowy z domieszką sosny i świerka. W granicach dawnego rezerwatu zachowało się jeszcze kilkanaście starych dębów, w tym kilka uschniętych. Rośnie tam również sporo młodych okazów roślin z tego rodzaju. Z kolei w bezpośrednim sąsiedztwie dawnego rezerwatu znajdują się dwa drzewa uznane za pomniki przyrody, których ochrona została ustanowiona w 1998  i 2020  roku:
- dąb szypułkowy o wysokości 27 m i pierśnicy 478 cm – na brzegu małego stawu po wschodniej stronie drogi z Pniowca do Mikołeski – przy dawnym rezerwacie; obręb geod. nr 0023, działka ew. nr 190/4,
- dąb szypułkowy o wysokości 27 m i pierśnicy 370 cm – przy drodze z Pniowca do Mikołeski ok. 50 m po zachodniej stronie drogi – na obrzeżu dawnego rezerwatu; obręb geod. nr 0023, działka ew. nr 190/3.

Oprócz dębów teren leśny dawnego rezerwatu porastają okazałe buki zwyczajne z podrostem, w warstwie podszytu występują jarzębiny, kaliny koralowe, kruszyny pospolite, topole osiki oraz leszczyny, natomiast w runie znaleźć można: borówkę czarną, orlicę pospolitą, konwalijkę dwulistną, konwalię majową, również rzadziej rosnące gatunki takie jak: szczyr trwały, czerniec gronkowy, jaskier kosmaty, siódmaczek leśny czy czworolist pospolity.
W środkowej części byłego rezerwatu znajduje się płytka dolinka Wody Granicznej wraz z jej licznymi starorzeczami oraz niewielkimi zagłębieniami terenu okresowo zalewanymi przez wodę opadową. Obszary te porastają rośliny wodne, takie jak pływacz zwyczajny, rogatek sztywny, wywłócznik okółkowy, żabiściek pływający i moczarka kanadyjska, bliżej brzegów występują m.in. manna jadalna, przetacznik bobowniczek i rzepicha ziemnowodna, zaś najbardziej przy brzegach – turzyca sztywna i tarczyca pospolita.
Na obu brzegach rzeki, na brzegach starorzeczy oraz w rozlewiskach występują płaty łęgu jesionowo-olszowego (Fraxino-Alnetum), olsu porzeczkowego (Ribeso nigri-Alnetum) oraz zespołu okrężnicy bagiennej (Hottonietum palustris). Podmokłe, ale pozbawione wody stojącej miejsca porastają wilgotne łąki świeże, turzycowiska oraz fragmenty torfowiska przejściowego z rosiczką okrągłolistną.

### Fauna
Podmokły obszar „Dębów Boruszowskich” zamieszkują m.in. ropuchy szare, ropuchy zielone, grzebiuszki ziemne, jaszczurki zwinki i jaszczurki żyworodne oraz żmije zygzakowate i zaskrońce zwyczajne. Oprócz tego w starym kanale na terenie dawnego rezerwatu znajduje się jedno z ostatnich w Tarnowskich Górach stanowisk traszki zwyczajnej.
Spośród ptaków lęgowych na obszarze byłego rezerwatu stwierdzono występowanie m.in. krogulca, słonki, turkawki, lelka, dzięcioła zielonosiwego oraz bociana czarnego, czapli siwej i kruka. Ssaki reprezentowane są m.in. przez kuny leśne, jelenie, dziki, lisy, sarny, nietoperze i zające; na ten teren zachodzi także wilk.